# Шејдисајд (Охајо)
Шејдисајд (енгл. Shadyside) град је у америчкој савезној држави Охајо.

## Демографија
По попису из 2010. године број становника је 3.785, што је 110 (3,0%) становника више него 2000. године.
| Група             | 2000.         | 2010.         |
| Белци             | 3.640 (99,0%) | 3.729 (98,5%) |
| Афроамериканци    | 4 (0,1%)      | 8 (0,2%)      |
| Азијати           | 2 (0,1%)      | 7 (0,2%)      |
| Хиспаноамериканци | 8 (0,2%)      | 19 (0,5%)     |
| Укупно            | 3.675         | 3.785         |